# Algarve (disc jockey)
Pour les articles homonymes, voir Algarve (homonymie).
Ludvig Holm est un disc jockey et un producteur de trance suédois, plus connu sous les pseudonymes de Algarve et Selu Vibra.
Originaire de Lidköping, il débute dans la musique électronique en 2004 après qu'un ami lui a montré un CD appelé Summer's Guide to Ibiza 2001.
Dès lors, son premier single, sorti en 2004, s'intitule Seashore et lui permet de signer sur le label Inspired Records.
Il travaille ou a travaillé avec de nombreux artistes de par le monde.